# Indopadilla
Indopadilla Caleb & Sankaran, 2019 è un genere di ragni appartenente alla famiglia Salticidae.

## Distribuzione
Le 14 specie sono state reperite in Asia orientale, sudorientale e Oceania: ben 11 di esse sono state rinvenute fra India, Malaysia e Indonesia; solo una specie, la I. sonsolor è stata reperita nelle Isole Caroline, in pieno Oceano Pacifico.

## Tassonomia
Per la descrizione delle caratteristiche di questo genere sono stati esaminati gli esemplari tipo di I. darjeeling Caleb & Sankaran, 2019.
Non sono stati esaminati esemplari di questo genere dal 2020.
Attualmente, a gennaio 2022, si compone di 14 specie:
- Indopadilla annamita (Simon, 1903) — Cina, Vietnam
- Indopadilla bamilin Maddison, 2020 — Malaysia (Borneo)
- Indopadilla darjeeling Caleb & Sankaran, 2019[2] — India
- Indopadilla insularis (Malamel, Sankaran & Sebastian, 2015) — India
- Indopadilla kahariana (Prószyński & Deeleman-Reinhold, 2013) — Indonesia (Borneo)
- Indopadilla kodagura Maddison, 2020 — India
- Indopadilla nesinor Maddison, 2020 — Singapore
- Indopadilla redunca Maddison, 2020 — Malaysia (Borneo)
- Indopadilla redynis Maddison, 2020 — Malaysia (Borneo)
- Indopadilla sabivia Maddison, 2020 — Malaysia (Borneo)
- Indopadilla sonsorol (Berry, Beatty & Prószyński, 1997) — isole Caroline
- Indopadilla suhartoi (Prószyński & Deeleman-Reinhold, 2013) — Indonesia (Borneo)
- Indopadilla thorelli (Simon, 1901) — Indonesia (Celebes)
- Indopadilla vimedaba Maddison, 2020 — Singapore, Malaysia (Borneo)